# Islam Bibi
Islam Bibi (ur. 1974, zm. 4 lipca 2013 w Laszkargah) – afgańska starsza oficer policji pracująca w prowincji Helmand oraz aktywistka na rzecz praw kobiet. Była liderką największej grupy policjantek w Afganistanie, przez co stała się symbolem walki o prawa kobiet w środowisku Talibów. 

## Życiorys
Urodziła się w afgańskiej prowincji Kunduz. Przed dołączeniem do policji Bibi była uchodźcą w Iranie, gdy Talibowie opanowali Afganistan w latach 90. XX w. Wróciła do kraju w 2001 roku i założyła rodzinę, a następnie ok. 2003 roku rozpoczęła służbę w policji. Miała sześcioro dzieci, czterech synów i dwie córki. Bibi pracowała jako starsza oficer policji w Laszkargah, gdzie była jedną z 32 policjantek i kierowała zespołem w wydziale dochodzeń kryminalnych w afgańskiej prowincji Helmand. Wspólnie tworzyły jedną z największych drużyn policyjnych kobiet w Afganistanie. Bibi była uważana za wzór do naśladowania dla innych kobiet w prowincji, która pozostaje siedliskiem rebelii talibskiej, a kobiety są rzadko widywane na ulicach lub muszą nosić burki. Sama Bibi stwierdziła, że „czuję się dumna z noszenia munduru i chcę spróbować uczynić Afganistan lepszym i silniejszym krajem”.
Pracowała na stanowisku, któremu większość jej rodziny była przeciwna ze względów kulturowych i religijnych – uważali za wstyd to, że jest kobietą pracującą poza domem i może spotykać mężczyzn spoza rodziny. Na początku 2013 w rozmowie z The Daily Telegraph stwierdziła, że jej brat, siostry i ojciec byli do niej wrogo nastawieni, a jej brat próbował ją trzykrotnie zabić. Regularnie otrzymywała pogróżki.
4 lipca 2013 roku ok. godziny 7 rano została zaatakowana przed swoim domem w Laszkargah przez nieznanego sprawcę. W momencie ataku Bibi była na motocyklu i siedziała obok swojego zięcia, który miał zawieźć ją do pracy. Jeden ze świadków zeznał, że słyszał 3 strzały, z kolei inni mówili o 10 strzałach. Motocykl na którym siedziała Bibi i jej szwagier znalazł się na poboczu, a koła wciąż się obracały. Tuż za tłumem widać było damską torebkę i płócienną torbę porozrzucane po drugiej stronie ulicy. Jeden z mężczyzn w tłumie krzyczał, że „ona jest policjantem, ktoś dzwoni do komendy policji”. Bibi i jej zięć zostali ranni. Bibi zmarła 45 minut po przewiezieniu przez policję do szpitala. Miała 39 lat.